# Johan Hagman
Johan Hagman, född 1 september 1981, är en svensk fotbollsmålvakt som senast tillhörde IFK Göteborg. Han värvades till Örgryte IS inför säsongen 2014 efter att ha tillbringat 8 säsonger och spelat över 100 matcher i Qviding FIF. Efter säsongen lämnade han Örgryte. Den 8 april 2015 skrev Johan Hagman på för storklubben IFK Göteborg som tredjemålvakt för resten av säsongen, men spelade inga matcher.